# قاعدة ليبيتسك الجوية
قاعدة ليبيتسك الجوية ( تُعرف أيضًا باسم ليبيتسكي، ليبيتسكي ، شاخم 10 ، ليبيتسك ويست ) هي قاعدة جوية في ليبيتسك أوبلاست، روسيا تقع 12   على بعد كم من شمال غرب ليبيتسك . ومن مركز التدريب القتالي للقوات الجوية الروسية، مماثلة لقاعدة نيليس الجوية لسلاح الجو الاميركي. تتكون القاعدة من مطارين متوسطي الحجم مترابطين معًا.
في عام 1925، سمحت الحكومة السوفيتية لألمانيا بفتح مدرسة قتالية جوية في ليبيتسك: مدرسة ليبيتسك التجريبية المقاتلة. سمح ذلك لألمانيا بالتهرب من قيود المعاهدة على تطوير الطيران العسكري، في حين تلقت القوات الجوية السوفيتية المشورة الفنية والوصول إلى نتائج الاختبار. بحلول عام 1933، استنتج السوفييت أن الترتيب لم يكن مفيدًا، ووافقت الحكومة الألمانية الجديدة (لأسباب مختلفة). تم إغلاق المدرسة.
المركز الرابع للتطبيق القتالي وتحويل فرونت لاين للطيران، مدرسة توب غان الروسية منذ حوالي الستينيات، هو الوحدة الأكثر شهرة في القاعدة. رئيسها العقيد خاركوفسكي أصبح مشهوراً بعد تمارين القتال الجوي في الولايات المتحدة وأصبح الطيار الشخصي للرئيس بوتين.
|  |  |  |